# Neustrashimy (712)
Neustrashimy (em russo: Неустрашимый) é uma fragata da Marinha Russa, embora seja oficialmente classificada pelo país como navio-patrulha. É o navio líder da classe que leva seu nome. Foi projetado para localizar, rastrear e destruir submarinos inimigos, oferecer proteção antinavio e antissubmarino a outras embarcações, atacar alvos navais e submarinos tanto no mar quanto em portos, apoiar operações terrestres, garantir e proteger desembarques anfíbios e cumprir diversas outras missões de combate.

## Classe
Em 19 de junho de 2009, o segundo navio desse tipo, o Yaroslav Mudry, construído no estaleiro Yantar, foi entregue à Marinha Russa. Em 2010, o estaleiro Yantar propôs ao cliente utilizar a estrutura inacabada do terceiro casco (com 47% de conclusão) para construir o Tuman. Havia a expectativa de que, em 2012, os navios Neustrashimy e Yaroslav Mudry fossem transferidos para a Frota do Mar Negro, após aprovação, com foco em manter a presença operacional no Mar Negro e no Mediterrâneo.

## Construção
O Neustrashimy teve sua quilha batida em 25 de março de 1987 no estaleiro Yantar, em Kaliningrado, sob o número de construção 401.
Foi lançado ao mar em 25 de maio de 1988 e concluído em 28 de dezembro de 1990, iniciando os testes no Mar Báltico no mesmo mês.
Em 14 de março de 1991, passou a integrar a Frota do Báltico, e em 24 de janeiro de 1993 foi oficialmente comissionado com a bandeira da Marinha Russa. Desde 2 de fevereiro de 1993, faz parte da 128.ª Brigada de Navios de Superfície, com base em Baltiysk.
Em valores de 1988, o Neustrashimy custou cerca de 80 milhões de rublos.

## Projeto
O Neustrashimy possui um casco do tipo com proa elevada, com um prolongamento na proa e um bulbo de proa que abriga a antena do sistema sonar. O casco é dividido em 12 compartimentos estanques e, assim como a superestrutura, é totalmente feito em aço, com técnicas de redução de assinaturas acústicas. Conta com duas mastros, duas chaminés, estabilizadores de rolagem e quilhas laterais para melhorar a navegabilidade. Também é equipado com sistemas para receber cargas líquidas e secas no mar, vindas de navios de apoio logístico.
A embarcação tem 129,6 metros de comprimento total (123 m na linha d’água), 15,5 m de boca e calado de 4,8 m. O deslocamento padrão é de 3.505 toneladas, chegando a 4.318 toneladas em carga total. A propulsão é feita por um conjunto COGAG (turbinas a gás combinadas), com duas M90 de 24.300 hp e duas M70 de 12.100 hp, acionando dois hélices de passo fixo. A velocidade máxima é de 30 nós (56 quilômetros por hora) e o alcance é de 4.500 milhas náuticas a 16 nós (8334 quilômetros a 30 quilômetros por hora). A tripulação é composta por 210 pessoas, incluindo 35 oficiais.
Seu armamento principal inclui um canhão AK 100 de 100 mm. A defesa antiaérea é garantida por 32 mísseis 3K95 Kinzhal (SA-N-9 Gauntlet), lançados por quatro sistemas VLS com oito células cada, e dois sistemas CIWS Kashtan, que combinam canhões rotativos AO-18K de 30 mm com lançadores de mísseis 9M311-1. Para guerra antissubmarino, o navio possui um lançador de foguetes RBU-6000 Smerch-2, seis tubos fixos de torpedos de 533 mm que podem disparar mísseis RPK-2 ou RPK-6, além de torpedos 53-65K e SET-65. Também há trilhos para minas navais.
Os sistemas eletrônicos incluem os sistemas de combate Tron e Diplomant, radar de busca aérea MR-750 Fregat-MA, radar de busca aérea/superfície MR-352 Positiv, dois radares de navegação Nayada-1, sistemas de guerra eletrônica MP-405-1 Start (ESM), MP-407 e Spektr-F (interferência a laser). O sonar é o MGK-365 Zvezda-1M, com sensores ativos/passivos de casco e sonar de profundidade variável. O controle de tiro usa o radar MR-145 Lev para o canhão de 100 mm e o 3R95 para os mísseis Kinzhal. A defesa contra mísseis inclui lançadores de iscas PK-16 e PK-10 com cargas de chaff.
A fragata conta ainda com hangar e convés de pouso para um helicóptero Kamov Ka-27PL, especializado em guerra antissubmarino.

## Serviço
Durante os anos 2000, o Neustrashimy participou de diversos exercícios navais, incluindo várias edições das manobras conjuntas BALTOPS com a OTAN (1994, 2002, 2004, 2006 e 2007), recebendo elogios do almirante norte-americano Joseph Kilkenny em 2006.
Em 2003, durante a visita oficial do presidente Vladimir Putin a Londres, o navio foi encarregado da segurança da delegação russa e serviu de palco para a assinatura de tratados internacionais. No ano seguinte, entre agosto e setembro de 2004, cumpriu missão no Mediterrâneo, realizando visitas diplomáticas a Cannes (França), Cartagena (Espanha) e Lisboa (Portugal) — sendo este o primeiro porto português a receber um navio de guerra russo desde o século XVIII. Em Cannes, participou das celebrações dos Dias da Cultura Russa na França. Em agosto e setembro de 2005, realizou patrulhas no Mar da Noruega.
Em setembro de 2006, participou da cerimônia de translado dos restos mortais da imperatriz Maria Fiódorovna, escoltando o navio dinamarquês Esbern Snare da Marinha Real da Dinamarca.
Já em setembro de 2008, foi enviado ao Golfo de Áden para combater a pirataria, operando junto a forças da OTAN e cooperando com fuzileiros britânicos na captura de piratas.
Em 24 de setembro de 2008, o Neustrashimy foi enviado ao litoral da Somália para proteger embarcações contra ataques de piratas. Naquele ano, mais de 30 navios foram capturados por piratas somalis, com alguns sendo liberados após o pagamento de resgates. Devido à guerra civil prolongada no país, as autoridades locais eram incapazes de conter a ameaça sozinhas.

Em 27 de outubro, acompanhado do navio-tanque Yelnya, o Neustrashimy chegou ao Chifre da África e se uniu a uma flotilha da OTAN. No dia seguinte, o ministro das Relações Exteriores da Rússia, Sergei Lavrov, expressou esperança de que o navio ajudasse na libertação do cargueiro Faina, então em poder dos piratas. Em 12 de novembro, junto ao HMS Cumberland, o Neustrashimy frustrou um ataque contra o navio mercante dinamarquês Powerful. Em 1 de janeiro de 2009, o Yelnya trocou tiros com piratas durante a escolta de Ano Novo. Em 8 de fevereiro, o Neustrashimy retornou a Baltiysk, após sete meses de missão.

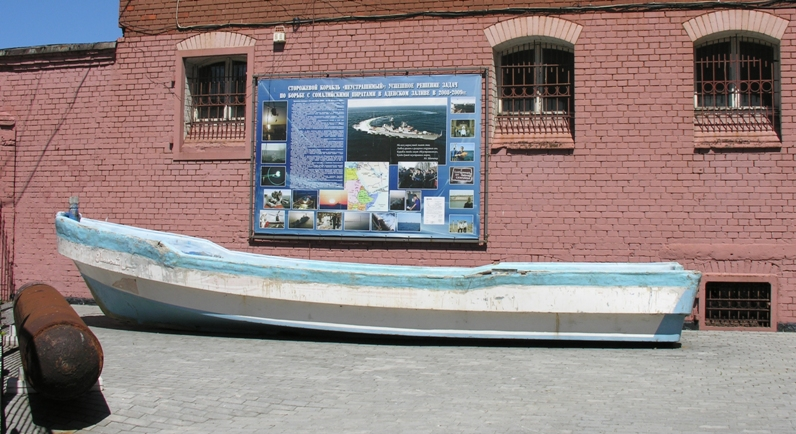
Um barco pirata somali capturado pela tripulação do Neustrashimy. Museu da Frota do Báltico, Baltiysk

Durante essa operação, percorreu mais de 40 mil milhas náuticas (74 mil quilômetros), escoltou cerca de 60 navios civis por áreas de risco, utilizou seu helicóptero embarcado ativamente e fez escalas técnicas em Trípoli (Líbia) e Áden (Iêmen). Foram registrados três usos de armamento contra ameaças.
Segundo a agência Interfax, ao fim da missão no Chifre da África, o Neustrashimy apresentava mais de vinte falhas técnicas, algumas das quais afetaram significativamente sua velocidade. A Marinha russa negou os problemas, alegando que não houve danos sérios e que as críticas tinham como objetivo desvalorizar o desempenho da tripulação.
Apesar disso, no verão de 2009, o diretor do estaleiro Yantar, Igor Orlov, confirmou que todos os quatro motores a diesel, os sistemas de refrigeração e duas turbinas foram substituídos após a missão. O reparo durou cerca de seis meses, foi extenso o suficiente para exigir novos testes de atracação e correspondeu a 80% de uma revisão completa. Segundo Orlov, a missão no Golfo de Áden foi um desafio extremo, principalmente para os sistemas da embarcação, que operaram em regime de sobrecarga, já que o navio não passava por grandes manutenções há 15 anos.
O Neustrashimy retornou ao Golfo de Áden em 23 de janeiro de 2010, substituindo o contratorpedeiro Admiral Chabanenko, que patrulhava a área desde novembro de 2009.
Em 2 de maio de 2013, foi registrada uma nova missão do navio para escoltar embarcações civis através de um corredor seguro. Até aquele ano, ele já havia navegado mais de 120 mil milhas náuticas (222 mil quilômetros) ao longo de 19 anos de serviço.

## Modernização de 2014─2023
Em 2014, o Neustrashimy foi colocado em reparo e modernização. Em 24 de janeiro de 2014, o navio estava em reparo no estaleiro Yantar, para restaurar sua prontidão técnica seriam substituídos os motores de pós-combustão e os geradores a diesel auxiliares; seria feito reparo médio de todos os sistemas principais: esgotamento, combate a incêndio, combustível, elétrica, automação e controle.
O retorno do navio à frota estava previsto para novembro de 2017, mas o prazo foi adiado para 2019 e depois para 2020. No fim de 2020, surgiu informação sobre novo adiamento para 2021. Em 10 de agosto de 2021, foram iniciados testes de atracação no estaleiro Yantar com o Neustrashimy, já modernizado.
Em 29 de dezembro de 2021, foi oficialmente anunciada a conclusão da modernização, e o navio deveria retornar à frota em março de 2022, após testes finais. Mas em 29 de abril foi anunciado novo adiamento para maio, o que também não aconteceu.
No verão de 2022, após testes malsucedidos do sistema de propulsão principal, o Neustrashimy retornou ao estaleiro Yantar, e os prazos de entrega voltaram a ser adiados várias vezes. Em dezembro de 2022, surgiu informação de que os testes de aceitação haviam sido concluídos com sucesso e que a entrada em serviço era iminente.
Em 18 de abril de 2023, após mais de 10 anos de modernização, o Neustrashimy retornou oficialmente à Frota do Báltico.
Originalmente, o navio foi projetado como um caçador oceânico de alta velocidade e tecnologia para submarinos nucleares. Sua principal característica é o poderoso armamento antissubmarino: o complexo míssil-torpedo Vodopad-NK e o helicóptero Ka-27, responsável por localizar, identificar e atacar submarinos. O Neustrashimy também pode proteger outros navios com seus sistemas de defesa antiaérea em mar aberto ou apoiar ações de tropas em desembarques navais.
Durante a modernização no estaleiro Yantar em Kaliningrado, os sistemas analógicos foram substituídos por digitais. Foi instalado um novo sistema de comando e controle de combate (BIUS) — um conjunto de equipamentos eletrônicos e de computação para automação da gestão de armas e do navio. Também foi adicionado um novo posto de comando de artilharia. O radar Fregat, usado para vigilância aérea e de superfície, foi modernizado. O Neustrashimy também recebeu uma nova estação de navegação digital, que permite troca automatizada de informações sobre localização, curso e velocidade de navios nas proximidades, bem como sobre as condições das rotas marítimas, garantindo maior segurança na navegação.
Apesar de tudo isso, o navio não recebeu o sistema de mísseis antinavio Uran, que equipa o navio-irmão Yaroslav Mudry, incorporado em 2009.

## Condecorações
A tripulação do Neustrashimy foi repetidamente premiada em competições da Marinha Russa:
- Prêmio do Comandante-em-Chefe da Marinha em Defesa Antiaérea (1994, 1996, 1997, 1998, 2000)
- Prêmio do Comandante-em-Chefe da Marinha em Guerra Antissubmarino (1995)
- Prêmio do Comandante-em-Chefe da Marinha em Treinamento de Artilharia (1997, 1999, 2000, 2001)

O navio conquistou o primeiro lugar entre os navios de 1.º e 2.º escalão nas competições de preparo de combate do Campeonato da Frota do Báltico (2005, 2006, 2007), e também ficou em primeiro lugar entre os mesmos nas competições do Campeonato da Marinha Russa (2007).
Em 2000, o Neustrashimy foi reconhecido como o melhor navio da Frota do Báltico — feito que repetiu em 2005, 2006 e 2007.

## Comandantes
- Capitão de 3ª classe Igor Arkadevich Kolyakov (29 de junho de 1990 — 23 de fevereiro de 1991)[25]
- Capitão de 2ª classe Nikolai Georgievich Avraamov (23 de fevereiro de 1991 — 13 de maio de 1993)[25]
- Capitão de 2ª classe Igor Georgievich Ryzhkov (13 de maio de 1993 — 4 de julho de 1996)[25]
- Capitão de 3ª classe Igor Dmitrievich Demidovich (4 de julho de 1996 — 1998)[25]
- Capitão de 3ª classe Pavel Gennadievich Iasnitsky (1998 — 2002)[25]
- Capitão de 2ª classe Pavel Anatolievich Kutyshenko (2002 — 2004)
- Capitão de 2ª classe Igor Nikolaevich Smirnov (2004 — 2007)
- Capitão de 2ª classe Aleksei Vasilievich Apanovich (2007 — 2010)
- Capitão de 2ª classe Denis Valerievich Baranov (2010 — 2012)
- Capitão de 2ª classe Roman Iurievich Ashurov (2012 — 2013)
- Capitão-tenente Aleksei Grigorievich Suslov (2013)
- Capitão de 2ª classe Sergei Aleksandrovich Lipsky (2013)
- Capitão de 3ª classe Evgeny Aleksandrovich Ovsyannikov (2013 — 2016)
- Capitão de 3ª classe Vladimir Aleksandrovich Naumov (2017 — 2019)
- Capitão de 2ª classe Iuri Nikolaevich Somov (desde 2019)[25]

## Na cultura
O navio participou diversas vezes de filmagens de produções cinematográficas. Ele pode ser visto nos filmes "Peculiaridades da Pesca Nacional", "A Inveja dos Deuses" e "Parágrafo 78".